# Jean Gamet
Pour les articles homonymes, voir Gamet.
Jean Gamet est un auteur-compositeur-interprète, producteur et éditeur français, né le 7 septembre 1946 à Tarare (Rhône).

## Biographie

### Enfance et famille
Jean Gamet est né le 7 septembre 1946 à Tarare, il est le fils de Roger Gamet (1911-2006), imprimeur, et de Léa Madeleine Lafage (1911-2005).
Son arrière-grand-père, Benoit Raoul Barlerin (1837-1901), était un docteur en pharmacie très réputé dans son domaine comme inventeur (en 1863) du « Café Barlerin » mais aussi hygiénique de santé et propagateur de la « Farine Mexicaine ». Il fut aussi gérant du journal Le Bon Citoyen de Tarare paru jusqu’en 1914, conseiller municipal de Tarare de 1873 à 1880 et propriétaire de l'Hacienda du Dangin de Tarare.
Benoit Raoul Barlerin était aussi le fondateur en 1865, de l'actuelle société d'imprimerie Barlerin basé à Saint-Romain-de-Popey, reprise en 2006 par deux de ses employés Gérard Lhermet et Bruno Peylachon (actuel maire de Tarare),.
Il grandit dans une famille de trois frères dont Pierre (1944-2012), ingénieur du son et chef-opérateur du son émérite récompensés de 4 César et 1 Goya du meilleur son, et Bruno (né en 1949), ancien dirigeant de la société familiale d'impression (de 1969 à 2006) et désormais, avec son épouse, propriétaire-gérant de l'Hacienda.
Jean Gamet est marié à Anne-Marie depuis 1971 avec qu'il eu deux enfants, Niko, auteur-compositeur-interprète, et Élise, comédienne voix-off et interprète.

## Discographie

### Albums
- 1981 - La vie qui roule
- 1987 - Emotions
- 1991 - Dan à dis ans
- 2017 - Old dan project
- 2018 - L'essentiel

### Single
- 1979 - Danseur de slow
- 1981 - Sunset (single France)
- 1982 - Sunset (single Italie)
- 1982 - Le long du garde fou
- 1983 - Le long du garde fou (single Canada)
- 1984 - La musique des souvenirs
- 1985 - Sunset (single Canada)
- 1985 - Aix-en-Provence
- 1987 - Hello hello my love
- 1988 - Bessie